# 6894 Macreid
6894 Macreid este un asteroid din centura principală de asteroizi.

## Descriere
6894 Macreid este un asteroid din centura principală de asteroizi. A fost descoperit pe 5 septembrie 1986 la Observatorul Palomar de Eleanor Francis Helin. Asteroidul prezintă o orbită caracterizată de o semiaxă mare de 2,65 ua, o excentricitate de 0,08 și o înclinație de 21,2° în raport cu ecliptica.